# Посањо
Посањо (итал. Possagno) је насеље у Италији у округу Тревизо, региону Венето.
Према процени из 2011. у насељу је живело 2110 становника. Насеље се налази на надморској висини од 235 м.

## Становништво
Према резултатима пописа становништва 2011. у општини је живело 2.195 становника.
| 1931. | 1936. | 1951. | 1961. | 1971. | 1981. | 1991. | 2001. | 2011. |
| ----- | ----- | ----- | ----- | ----- | ----- | ----- | ----- | ----- |
| 2.174 | 2.019 | 1.991 | 1.935 | 1.895 | 1.828 | 1.961 | 2.029 | 2.195 |